# Symfonie nr. 1 (Linde)
Bo Linde voltooide zijn Symfonie nr. 1, opus 1 in 1951.
Linde reisde in die jaren veel op en neer tussen Gävle en Stockholm en was leerling van Lars-Erik Larsson. Linde kon goedkoop reizen; zijn vader werkte bij het Zweedse Spoor. Linde schreef het werk als een Sinfonia fantasia, een vrije interpretatie van het genre symfonie. Het is een doorgecomponeerd werk (eendelig), waarin de secties met tempoaanduidingen zijn weergegeven: Lento tranquillo – Molto vivace – Largamente – Lento assai – Passacaglia – Tempo I – Lento tranquillo – Largamente. 
Het werk bracht geen grote vooruitgang in de carrière van Linde. De première vond plaats in 1951/1952 in de studio van de Norsk Rikskringkasting door een symfonieorkest onder leiding van Öivind Fjeldstad. Van het werk bestaat ook een radio-opname uit 1954 onder leiding van Tor Mann. Verdere uitvoeringen, behalve onderstaande opname, zijn niet bekend.